# Зелений Бор (Верхньопишминський міський округ)
Зеле́ний Бор (рос. Зелёный Бор) — селище у складі Верхньопишминського міського округу Свердловської області.
Населення — 264 особи (2010, 182 у 2002).
Національний склад станом на 2002 рік: росіяни — 69 %.